# Kaliska Kościerskie
Kaliska Kościerskie (dodatkowa nazwa w j. kaszub. Kalëska; niem. Beek) – wieś kaszubska w Polsce na Pojezierzu Kaszubskim położona w województwie pomorskim, w powiecie kościerskim, w gminie Kościerzyna, przy drodze krajowej nr 20 Stargard - Szczecinek - Gdynia. Na południe od miejscowości znajduje się jezioro Dobrogoszcz.

## Historia miejscowości
Początki miejscowości wiążą się ze sprowadzeniem do zasiedlenia wsi niemieckich ewangelików z Pomorza Zachodniego. Dokonał tego starosta kościerski Dymitr Wejher na początku XVII w. 
Około 1880 r. we wsi były 22 zagrody gburskie i 22 zagrodników. Była też szkoła ewangelicka i karczma.
Na koniec 1892 r. wieś zamieszkiwało 356 osób, z czego 19 Kaszubów katolików i 337 Niemców ewangelików.
W 1913 r. wiejską karczmę prowadził Theodor Skibbe. Znamy też nazwisko miejscowego mistrza murarskiego H. Mielkie , 2 kaliskich kowali: O. Kratzke i O. Raddatz oraz miejscowego kołodzieja - O. Wohlfahrt.
Po zakończeniu II wojny światowej w 1945 r. dominująca do tego czasu w miejscowości ludność niemiecka została wysiedlona, a jej miejsce zajęła w głównej mierze ludność kaszubska z okolicznych wsi.
W marcu 1961 r. doprowadzono do miejscowości prąd elektryczny.  Na przełomie lat 1961/62 pojawił się we wsi pierwszy telewizor (w szkole), w roku 1964 zainstalowano pierwszy telefon (również w szkole).
W latach 1975–1998 miejscowość administracyjnie należała do województwa gdańskiego. Sołectwo w 2014 zajmowało powierzchnię 904,09 ha.

## Osoby związane w miejscowością
W latach 1962-1970 nauczycielem w miejscowej szkole był Edward Breza  językoznawca, wieloletni wykładowca Uniwersytetu Gdańskiego, doktor honoris causa Uniwersytetu Kazimierza Wielkiego, uznany badacz i kodyfikator języka kaszubskiego.